# Ami Mali Hicks
Ami Mali Hicks (Brooklyn, Nueva York, 1867-1954) fue una escritora y feminista estadounidense. Escribió libros sobre formación y crítica de arte. Mali fue gestora durante mucho tiempo de Free Acres, una comunidad independiente y colectivizada en Nueva Jersey. Trabajó con la Unión Política de Mujeres y fue miembro del Club Heterodoxy, dos organizaciones radicales que desafiaron el activismo más moderado de los movimientos de mujeres y sufragistas.

## Infancia y juventud
Mali nació en 1867 en Brooklyn, Nueva York, hija de Josephine (de soltera Mali) y George C. Hicks. Su abuelo materno, Hypolite Mali, fue cónsul de Bélgica en Nueva York desde 1840 hasta su muerte en 1883. Cursó estudios en la Escuela de Miss Whitcomb y asistió a clases de arte junto con William Merritt Chase y Robert Henri. También estudió retrato en París con el artista Charles Chaplin.

## Carrera
Alrededor de 1889, Mali regresó a la ciudad de Nueva York y comenzó a trabajar en Baynes Mosaic-Tracery Company haciendo diseños para trabajos en metal. Al mismo tiempo, continuó sus estudios en la Escuela de Artistas Artesanos de la calle 23 Oeste para aprender a diseñar papeles pintados y cubiertas de libros, y también enseñó metalistería en la escuela. En 1892, uno de sus diseños de plantillas fue elegido para adornar el friso del salón de actos del Edificio de la Mujer en la Exposición Universal del año siguiente. Vendió diseños de papel pintado y hacía patrones de tracería metálica para la Tiffany Glass and Decorating Company, pero se dio cuenta de que no podía mantenerse económicamente sin aceptar trabajos adicionales como directora de obras de arte en la Lotus Press y en otras imprentas. Supervisaba la impresión de menús, programas, tarjetas y placas de libros, además de crear los diseños que se imprimían. En 1903 amplió sus clases y comenzó a enseñar diseño en el Gremio de Artes y Oficios del que fue secretaria de finanzas. En 1906, Mali y otros artesanos formaron la Sociedad Nacional de Artesanos y fue elegida para prestar servicio, por un período de tres años, como directora de la junta.
Mali empezó a enfocarse en el batik y exhibió piezas en la Segunda Exposición Anual del National Arts Club en 1908, donde su tapiz fue elogiado por su uso del color. Empezó a experimentar con tintes, creando a menudo sus propias combinaciones para combinarlas con los adornos de la decoración del hogar. En 1909, un integrante del Movimiento Henry George, conocido como georgismo, para establecer una comunidad de un impuesto único en un terreno agrícola de su propiedad. Hall convirtió el gallinero en una vivienda para su uso privado y Mali y Ella Murray hicieron uso de la casa de labranza en ruinas. El objetivo de la colonia era establecer una comunidad para que aquellos que no podían permitirse una casa de verano compartieran la propiedad y trabajaran juntos en las mejoras. El grupo envió invitaciones a otros georgistas y en 1910, a los tres se les unieron Grace Isabell Colburn, Otto G. Fischer y su esposa, y Walter Hampton, quien incorporó la propiedad como Free Acres. Reunidos en el estudio de Hicks, el grupo de siete redactó los documentos de incorporación, donde a los miembros se les permitía construir en la comunidad pero se les prohibía comprar o vender la tierra. Las rentas de la tierra se recaudaban anualmente y la corporación pagaba los diversos impuestos adeudados. Fue elegida como una de las primeras fideicomisarias lo que continuó ejerciendo durante la década de 1930, además de participar en eventos de la Escuela Henry George.
Aunque Hicks continuó produciendo batiks, también hizo tejidos, cortinas y produjo acuarelas influenciadas por los estilos japoneses. Comenzó a publicar libros y artículos sobre artes y oficios, incluidas obras como 'Batik, su fabricación y su uso' ( House &amp; Garden (noviembre de 1913), The Craft of Handmade Rugs (1914), Everyday Arte (1925), y Color en acción (1937). En 1919, se unió a la facultad de una escuela teatral dirigida por Yvette Guilbert y fue responsable de la enseñanza de vestuario y escenografía. Se hizo activa en el movimiento por el sufragio femenino, uniéndose a la militante Unión Política de Mujeres liderada por Harriet Stanton Blatch. Hicks fue una de las mujeres que exigieron que el presidente Woodrow Wilson dejara de encarcelar a las sufragistas y fue miembro del grupo feminista radical, el Heterodoxy Club. Habló sobre cuestiones de impuestos únicos en mítines feministas, para grupos como Equal Franchise League y Woman's Christian Temperance Union. En la década de 1940, se retiró a su propiedad cerca de "Free Acres "y en 1950, era uno de los dos únicos miembros originales que aún vivían.
Mali murió en 1954. Free Acres, que ayudó a fundar, sigue siendo una comunidad próspera.